# Eurychilopterella luridula
Eurychilopterella luridula är en insektsart som beskrevs av Reuter 1909. Eurychilopterella luridula ingår i släktet Eurychilopterella och familjen ängsskinnbaggar. Inga underarter finns listade i Catalogue of Life.